# Club Canillitas del Uruguay
El Club Canillitas del Uruguay fue un equipo uruguayo de fútbol de la ciudad de Montevideo, fundado en 1935. Tuvo participación activa en las divisionales de ascenso desde 1945 hasta el año 1979, en el que abandonó los campeonatos organizados por la Asociación Uruguaya de Fútbol.

## Historia
Fue fundado en Montevideo en febrero de 1935 por iniciativa del dirigente del sindicato de los canillitas Daniel Tambasco, y adoptó los colores que representaban a ese sindicato: rojo y negro. El club tenía su sede sobre la calle Larravide, en el barrio de Villa Española.
Tras afiliarse a la Asociación Uruguaya de Fútbol (AUF) obtuvo el torneo de la Divisional Extra en 1945 y la Intermedia en 1946, lo que le permitió disputar el torneo de Primera "B" desde 1947 y hasta su descenso a la Intermedia en 1950. Tras coronarse nuevamente campeón de la Intermedia en 1953, retorna en 1954 a la Primera "B", en la que permanece hasta 1964.
Tras disputar el torneo de Primera "D" de 1978, y luego de una restructura del sistema de ligas, el club se desafilia definitivamente de la Asociación Uruguaya de Fútbol.

## Uniforme
- Uniforme titular: Camiseta roja y negra a mitades verticales.

## Palmarés

### Torneos nacionales
- Divisional Intermedia (2): 1946, 1953.[1]
- Divisional Extra (1): 1945.